# Дип Эллум
Дип-Эллум — модный жилой район, расположенный в восточной части Далласа; был основан в 1873 году.
Является одним из наиболее исторически значимых районов города. Он получил свою известность благодаря бизнесу Роберта С. Мангера по производству хлопкоперерабатывающего оборудования и открытию Генри Фордом одного из своих первых автомобильных заводов. В настоящее время оба здания являются местными достопримечательностями.
К ним также относят исторический Лейквудский театр, популярные ботанические сады, площади Викери и Брайан, здание Траст-банка Юнион Банкирс, расположенное на улице Вязов 2551 (1916), Дворецовый Магазин на Главной улице 2814 (ок. 1913) и Склад Братьев Парков на улице Вязов 2639 (ок. 1923). Район славится модными ресторанами и винными подвалами.
Дип-Эллум известен прежде всего своей тягой к музыке. К 1920-м район стал пристанищем для ранних джазовых и блюзовых музыкантов. В течение следующих нескольких десятилетий в нём будут выступать Блайнд Лемон Джефферсон, Роберт Джонсон, Худди Лидбелли Ледбеттер, Тексис Билл Дэй, Блайнд Уилли Джонсон, Лайтнин Хопкинс, Алекс Мур и Бесси Смит и другие. В период с 1920 по 1950 год количество ночных клубов, кафе и салонов домино в Дип-Эллуме выросло с 12 до 20. Сегодня в Дип-Эллум насчитывается более 30 музыкальных площадок, что делает район одним из крупнейших развлекательных центров в штате.
Послевоенный период неблагоприятно сказался на развитии музыки в Дип-Эллуме. Только в 1980-х музыкальная сцена Дип-Эллуме была восстановлена, она стала помогать развиваться местным группам и привлекать музыкальных артистов и поклонников со всего мира.
С момента возникновения Дип-Эллум становится местом притяжения для художников разных направлений, которые демонстрируют свое творчество с помощью уличных фресок и публичного искусства.
Традиционно Дип-Эллум является местом, где произведения искусства создаются, продаются и распространяются. Сегодня красивые и креативные картины можно увидеть в музыкальных заведениях и ресторанах на улицах района.
Начиная с 1994 года в Дип-Эллуме проводится фестиваль искусств Дип-Эллум, который представляет собой уличную вечеринку в пределах одного квартала. В настоящее время фестиваль свободного сообщества собирает более 100 музыкальных артистов, выступающих на пяти сценах, 200 художников, демонстрирующих и продающих свои работы, спонтанные уличные представления.
Дип-Эллум также является местом встречи многих арт-компаний, в том числе фотографов, татуировщиков, владельцев галерей, студий звукозаписи и графических дизайнеров.